# Феофанова Ірина В'ячеславівна
Ірина В'ячеславівна Феофанова (18 червня 1966, Москва) —  радянська і  російська акторка театру і кіно.

## Біографія
Народилася 18 квітня 1966 року в  Москві в сім'ї будівельників.
У свій час вчилася в  МДБУ ім.  Куйбишева, але весь час мріяла стати акторкою.
Займалася в Театрі-студії «На Усачівці». Під час навчання грала в  Малому театрі.
У 1988 році закінчила Вище театральне училище імені М. С. Щепкіна (майстерня В. Коршунова).
З 1989 по 1991 — акторка Московського обласного театру драми.
У кіно Ірина Феофанова дебютувала в 1986 році у фільмі Едгара Ходжікяна «Без терміну давності».

## Ролі в театрі
- «Вона у відсутності любові і смерті», Е. Радзинський — головна роль
- «Моя дружина брехуха» — Кетті
- «Нічні забави» — Оля

## Фільмографія
1. 1986 —  Без терміну давності — Олена Пайгіна, дочка Романа Пайгіна
2. 1987 — Кам'яна квітка (телеспектакль) — Катя
3. 1987 — Чоловічі портрети — Юля
4. 1987 —  Ми — ваші діти — Діна
5. 1987 —  Честь маю — Оля
6. 1988 —  Чорний коридор — Віра Ечевіна
7. 1989 — Комедія про Лісістрату — Лампіто
8. 1989 —  Під куполом цирку — Ірина Іконнікова
9. 1989 —  Приватний детектив, або Операція «Кооперація» — Олена, журналістка
10. 1991 — Коли спізнюються в ЗАГС... — Світлана
11. 1991 — Не питай мене ні про що
12. 1991 — Одного разу в Одесі, або як виїхати з СРСР
13. 1991 —  Чарівні прибульці — Лімітчиця
14. 1991 —  Охоронець — Ліза
15. 1993 —  Російський бізнес — Маша
16. 1993 —  Стрілець неприкаяний — Юля
17. 1994 —  Наречений з Майами — продавчиня
18. 1994 —  Музичний прогноз — Ірина
19. 1995 — Син за батька (Росія, Білорусь) — Яна
20. 1999 — Жінок кривдити не рекомендується — Юристка
21. 2003 —  Жадана
22. 2003 —  Курорт особливого призначення — епізод
23. 2003 —  Пригоди мага — Настя, дочка письменника Гурова
24. 2004 —  Гріхи батьків — Мавіс Томпсон
25. 2007 —  Мережа — мати Тропініна
26. 2008 —  Шукачі пригод